# Theodore Nicholas Gill

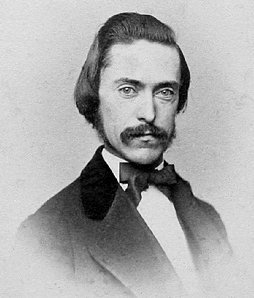
Theodore Nicholas Gill fiatalon

Theodore Nicholas Gill (New York, 1837. március 21. – Washington 1914. szeptember 25.) amerikai ichthiológus, mammalógus, a puhatestűek kutatója és könyvtáros.
Zoológiai szakmunkákban nevének rövidítése: „Gill”., vagy T. N. Gill

## Élete és munkássága
Gill New York városban született és ott volt magántanuló. De már gyermekkora óta érdeklődött a természettudományok iránt. 1863-ban, Gill mielőtt Washingtonba ment a Smithsonian Intézethez dolgozni, J. Carson Brevoortnak segített az entomológiai és ichthiológiai gyűjteményének rendszerezésében. Habár főleg a halakkal, emlősökkel és puhatestűekkel foglalkozott, egyéb állatrendekben is jeles magatartást mutatott. A Smithsonian-ben könyvtárosként szolgált, emellett a Kongresszusi Könyvtár főasszisztense volt.
A George Washington Egyetemen zoológiai tanár volt. Tagja volt a Smithsonian Intézethez tartozó Megatherium Klubnak. Társai gyakran húzták hiúsága miatt. 1897-ben A Természettudományok Haladását Támogató Amerikai Egyesületnek (American Association for the Advancement of Science, AAAS) volt az elnöke.

## Főbb írásai
- 1871. Arrangements of the Families of Mollusks. 49 pp.
- 1872. Arrangement of the Families of Mammals. 98 pp.
- 1872. Arrangement of the Families of Fishes.
- 1875. Catalogue of the Fishes of the East Coast of North America
- 1882. Bibliography of the Fishes of the Pacific of the United States to the End of 1879
- Reports on Zoology for the annual volumes of the Smithsonian Institution from 1879 to ?

A fenti művein kívül, még vagy 400 egyéb tudományos írása is van.

## Theodore Nicholas Gill által alkotott és/vagy megnevezett taxonok
Az alábbi linkben megnézhető Theodore Nicholas Gill taxonjainak egy része.

### Fordítás
- Ez a szócikk részben vagy egészben  a   Theodore Gill című angol Wikipédia-szócikk ezen változatának fordításán alapul.  Az eredeti cikk szerkesztőit annak laptörténete sorolja fel. Ez a jelzés csupán a megfogalmazás eredetét és a szerzői jogokat jelzi, nem szolgál a cikkben szereplő információk forrásmegjelöléseként.